# Stokomani
Stokomani est une chaîne française de magasins de déstockage de marques.
Fondée en 1961, l'enseigne dispose en 2024 de 151 points de vente. L'offre s'articule autour de six univers de vente : la mode, l'hygiène-beauté, la décoration, les articles pour la maison, les jouets et les produits saisonniers.
Le siège social est basé à Creil dans l'Oise.

## Histoire
En 1961, Maurice Namani, berger d'origine corse, fonde la société Les soldes de Namani à Paris.
Dix ans plus tard, la société ouvre son premier point de vente à Creil (Oise) puis un second à La Seyne-sur-Mer (Var) en 1980.
L'activité de négoce reste d'abord prédominante et l'entreprise élargit son domaine de compétence ajoutant les secteurs du jouet et de l'hygiène-beauté à celui du textile.
En 1995, l'entreprise décide de développer son réseau de détail : la société change de nom et devient Stokomani.
En 2015, Stokomani inaugure son cinquantième magasin.
En 2017, Stokomani se positionne en tant que repreneur d'enseignes en difficulté comme Mac Dan, dont elle a acquis 5 fonds de commerce, en faisant une offre pour la reprise d'une partie du réseau des magasins Tati et en réaffirmant cette volonté par l'annonce de la reprise de 3 fonds de commerce de l'enseigne C&A en 2018.
Le 7 juillet 2021, Stokomani se lance dans le commerce en ligne et le click and collect, qui permettent la vente en livraison ou à emporter de plusieurs centaines de références.
En 2024, Stokomani compte 151 points de vente.

## Modèle
L'enseigne répond à un double besoin : celui des clients à la recherche de petits prix et celui des industriels qui veulent valoriser leurs fins de séries. Stokomani négocie au préalable ces invendus de grandes marques dont les stocks sont ensuite reconditionnés sur ses plateformes logistiques. Ils sont enfin revendus en magasin à des prix plus avantageux pour les consommateurs.
Les magasins ont une superficie en moyenne de 2 000 m2. L'offre de produits s'organise autour de cinq grands univers : mode (homme, femme, enfant), beauté et hygiène, déco, jouet, et enfin un rayon saisonnier qui change de manière récurrente (jardin et camping, fournitures scolaires, décorations de Noël).
Le principe de l’enseigne repose sur des arrivages hebdomadaires qui permettent un renouvellement de l’offre en magasin. Environ huit mille produits de trois cents grandes marques sont présents dans les magasins.
L'entreprise Stokomani travaille avec plus de trois cents fournisseurs en Europe et à l’international. En plus d'une première plate-forme logistique historique rattachée au siège social, une deuxième a été inaugurée le 6 septembre 2021 à Venette (Oise). Le nouveau centre logistique s’étend sur un espace de 72 000 m2. Considéré le plus grand de la marque au niveau du département, le site est équipé d’un trieur d’une capacité de six mille colis par heure, mais aussi de dix-neuf engins autonomes pour le roulage des palettes. La plate-forme dispose également d’une zone de stockage de six cellules ainsi que deux locaux de charges, des bureaux, un poste de garde et une zone de stockage à l’extérieur.